# 联合乡 (寻甸县)
联合乡，是中华人民共和国云南省昆明市寻甸回族彝族自治县下辖的一个乡，实际上隶属于昆明倘甸产业园区轿子山旅游开发区。2017年12月，正式签订移交协议。

## 行政区划
联合乡下辖以下地区：
马店村、松棵村、北河村、联合村、三界村、发安村、凹子村和落水村。